# Terrorisme en 1995
Chronologie du terrorisme
- 1991
- 1992
- 1993
- 1994
- 1995
- 1996
- 1997
- 1998
- 1999

## Événements

### Janvier
- 30 janvier, Algérie : un attentat-suicide au camion piégé dans une foule à Alger fait quarante-deux morts. Il est revendiqué par le GIA[1].

### Février
- 20 février, Irak : un attentat à la voiture piégée à Zakho fait soixante-seize morts et cent vingt-trois blessés[réf. souhaitée].

### Mars
- 20 mars, Japon : un attentat au gaz sarin dans le métro de Tokyo cause la mort de douze personnes et l'intoxication d'environ 5 500 autres. Cet attentat est revendiqué par la secte Aum Shinrikyo[2].

### Avril
- 19 avril, États-Unis : l'attentat d'Oklahoma City fait cent soixante-huit morts — dont dix-neuf enfants — et six cent quatre-vingt blessés[3],[4].

### Juin
- 10 juin, Colombie : un attentat contre une kermesse à Medellin fait morts[réf. souhaitée].
- 14 juin, Russie : la prise d'otages de Boudionnovsk fait cent soixante-six morts et plus de quatre cents blessés[5].

### Juillet
- 23 juillet, Algérie : l'explosion d'un camion piégé à Meftah fait vingt morts[6].
- 25 juillet, France : un attentat à la station Saint-Michel, fait huit morts et cent dix-sept blessés[7],[8],[9]. Entre juillet et octobre 1995, la France est touchée par huit attentats, qui feront dix morts et une centaine de blessés. Ces attaques sont attribuées au Groupe islamique armé[7].

### Août
- 9 août, Canada : un attentat à la voiture piégée à Montréal, attribué aux Hells Angels, cause la mort de deux personnes, dont un enfant de onze ans, Daniel Desrochers[réf. souhaitée].

### Octobre
- 1er octobre, États-Unis : Omar Abdel Rahman est reconnu coupable de complot terroriste à New York[4]. Il est en plus soupçonné d'avoir planifié l'attentat au camion piégé dans le sous-sol du World Trade Center, bien qu'il n'ait pas été jugé pour cette attaque[10].
- 9 octobre, États-Unis : un train assurant la liaison Miami-Los Angeles déraille dans l'Arizona après un attentat revendiqué par un groupe inconnu, « Les fils de la Gestapo ». L'attentat fait un mort et plus de quatre-vingt blessés[4].

### Novembre
- 13 novembre, Arabie saoudite : Al-Qaïda revendique un attentat-suicide contre une base militaire américaine, à Riyad. L'attaque fait cinq morts[1]
- 19 novembre, Pakistan : un attentat au camion piégé contre l'ambassade égyptienne, au Pakistan,fait seize morts[1],[11].

### Décembre
- 11 décembre, Espagne : une voiture piégée d'ETA explose au passage d'un bus militaire à Madrid et fait six morts[12][réf. obsolète].
- 22 décembre, Pakistan : un attentat à la voiture piégée à Peshawar fait trente-deux morts et cent dix-sept blessés[réf. nécessaire].